# 密刺蔷薇
密刺蔷薇（学名：Rosa pimpinellifolia or Rosa spinosissima），为蔷薇科蔷薇属下的一个植物种。